# Dolar Popat

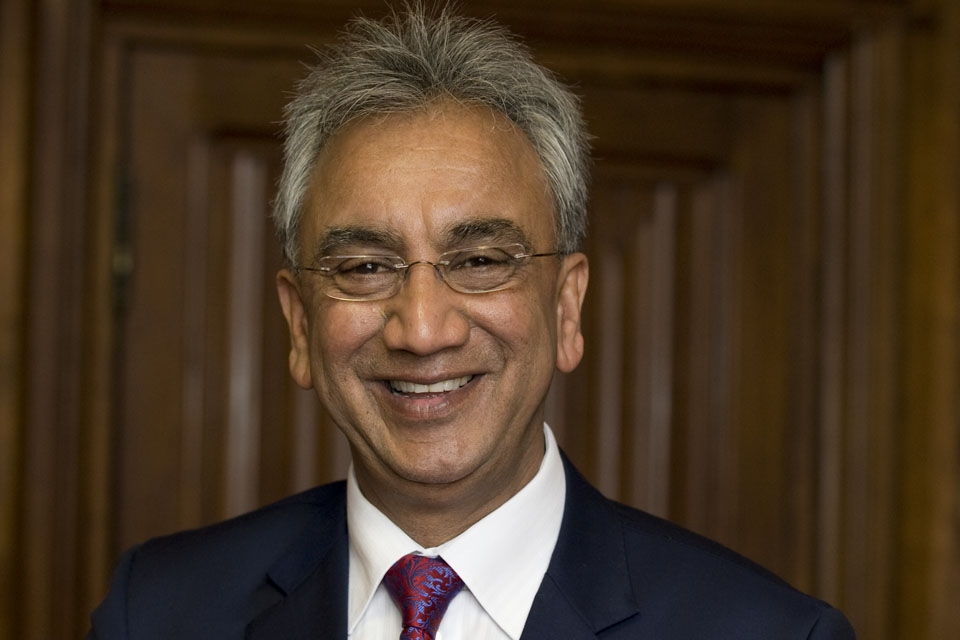
Dolar Popat

Dolar Popat, Baron Popat (* 14. Juni 1953 in Busolwe, Uganda) ist ein britischer Geschäftsmann und Politiker mit indischen Wurzeln. Im Juli 2010 wurde er als Life Peer Mitglied des britischen Oberhauses und war damit der erste Gujarati, der die Konservativen im House of Lords vertritt.  Er emigrierte 1971 während der Vertreibung der Asiaten aus Uganda nach Großbritannien. Er ist Präsident der Konservativen im Wahlbezirk Harrow East und ist Mitglied und Berater verschiedener asiatischer Gruppen innerhalb der Konservativen.

## Leben
Popat wurde in Busolwe geboren und wuchs in Tororo/Uganda auf. Er hat sieben Geschwister. Die Wurzeln der Familie liegen im indischen Staat Gujarat, wo sein Vater Shree Amarshibhai Haridas Popat und seine Mutter Parvatiben Amarshibhai Popat geboren wurden. Popats Vater verließ Indien 1938, um nach Uganda auszuwandern.
Popat zog im Jahr 1971 in das Vereinigte Königreich, ein Jahr, bevor viele Inder aus Uganda vertrieben wurden. Er finanzierte seine Ausbildung an der Kilburn Polytechnic mit Gelegenheitsjobs als Tellerwäscher, Kellner und Koch bei Wimpey an der Kilburn High Street. 1977 qualifizierte er sich als Mitglied des Chartered Institute of Management Accountants (CIMA).
Nach dem Studium bildete sich Popat zum Steuerberater und Wirtschaftsprüfer weiter und arbeitete in diesem Beruf seit den 1970er Jahren, wobei er sich auf die Beratung von Wirtschaftsunternehmen spezialisierte. 
In den späten 1980er Jahren übernahm er zusätzlich Mandate im Gesundheitssektor und seit den 1990er Jahren in der Hotelbranche, wobei er sich eine Hauptkonzession für Holiday Inn und Express by Holiday Inn im Vereinigten Königreich sicherte.

## Politik
Popat war seit den 1980er Jahren aktiv mit der konservativen Partei verbunden, indem er zwei konservativen Premierministern diente, Margaret Thatcher und John Major. Während dieser Zeit agierte er als Berater bei den Aktivitäten der Konservativen, Minoritäten und Randgruppen stärker an die Partei zu binden.
Am 10. Juli 2010 wurde Popat auf Empfehlung des Führers der Konservativen, David Cameron, als Life Peer geadelt, für seine Leistungen für kleine und mittlere Unternehmen sowie für die weitere Gesellschaft. Die territoriale Widmung seines Titels Baron Popat, of Harrow in the London Borough of Harrow, nimmt Bezug darauf, dass seine Eltern in Harrow lebten, nachdem sie nach Großbritannien gekommen waren. Am 31. März 2011 hielt er während einer Debatte über das Wirtschaftswachstum seine Jungfernrede im House of Lords.

## Privates
Popat ist Hindu und folgt den Lehren von Morari Bapu, er spricht vier Sprachen einschließlich Gujarati, Hindi, and Swahili.
Er heiratete Sandhya Lukka am 19. Juli 1980, das Paar hat drei Söhne: Rupeen, Paavan and Shivaan.